# Hexakioctaèdre
Un hexakioctaèdre est un solide de Catalan et le dual d'un solide d'Archimède, le grand rhombicuboctaèdre. Comme tel, il est de faces uniformes mais avec des faces polygonales irrégulières. Il ressemble un peu à un dodécaèdre rhombique gonflé : si on remplace chaque face d'un dodécaèdre rhombique avec un sommet unique et quatre triangles d'une manière régulière, on a pour résultat un hexakioctaèdre.